# Oecismus tjederi
Oecismus tjederi är en nattsländeart som beskrevs av Malicky 1981. Oecismus tjederi ingår i släktet Oecismus och familjen krumrörsnattsländor. Inga underarter finns listade i Catalogue of Life.